# Werner Thönnessen
Werner Thönnessen (* 16. Mai 1929 in Saarbrücken; † 15. Juni 2011 in Cuvat, Frankreich) war ein deutscher Intellektueller, Pressesprecher der IG Metall bei Otto Brenner und von 1972  bis 1989 stellvertretender Generalsekretär des Internationalen Metallgewerkschaftsbundes (IMB) in Genf, Organisator der Südafrika-Solidarität gegen die Apartheid.

## Familie und Ausbildung
Thönnessen wuchs in einer bürgerlich-katholischen Familie in Saarbrücken auf. Sein Vater war Unternehmer und im Vorstand des Stahlkonzerns ARBED, später Präsident des Metall-Arbeitgeberverbandes im Saarland. Nach dem Abitur 1950 und dem Studium der Medizin in Paris und Mainz wechselte er zum Soziologiestudium nach Frankfurt am Main. Thönnessen trat dem Sozialistischen Studentenbund SDS und später der SPD bei, hörte Vorlesungen bei Max Horkheimer und Theodor W. Adorno und promovierte bei letzterem 1957 mit dem damals noch weitgehend ignorierten Thema Frauenemanzipation – Politik und Literatur der deutschen Sozialdemokratie zur Frauenbewegung, 1863–1933. Parallel zu den innerorganisatorischen Diskussionen rund um den SDS und den Folgen des Kalten Krieges setzte er sich besonders mit dem Nationalsozialismus auseinander. Eine von seinem Vater vorgeschlagene Unternehmenskarriere und eine Hochschullaufbahn kamen deshalb für ihn nicht in Frage. Er suchte eine praktische Betätigung, um seine theoretische Erkenntnisse in die Praxis umsetzen zu können. Hans Eick, der IG Metall Bezirksleiter in Frankfurt, vermittelte Thönnessen Kontakt zu Otto Brenner vom Vorstand der IG Metall.

## Gewerkschaftliche Tätigkeit
Im April 1957 wurde er beim Vorstand der IG Metall angestellt. Nach unterschiedlichen Tätigkeiten bei der Gewerkschaft wurde er 1962 Pressesprecher der IG Metall und engster Berater des Vorsitzender Brenners. Werner Thönnessen spielte eine bedeutende Rolle in der gewerkschaftlichen Öffentlichkeitsarbeit und war Anreger für den Kampf gegen die Notstandsgesetze. Zusammen mit Intellektuellen wie Fritz Opel bildete er einen Braintrust im Frankfurter Hauptvorstand und modernisierte die Organisations- und Öffentlichkeitsarbeit der Gewerkschaft. Durch eine professionelle, inhaltlich fundierte Kommunikationsstrategie wurden wichtige Vorteile gegenüber den Arbeitgebern und einer überwiegend gewerkschaftsfeindlich eingestellten Medienlandschaft erreicht. Der frühere Pressechef von Krupp Georg-Volkmar Graf Zedtwitz von Arnim hat ihn mit seinen Hinweisen beraten.

## Internationale Arbeit
Von 1972 an war Thönnessen 18 Jahre stellvertretender Generalsekretär des Internationalen Metallarbeiterbundes (IMB) in Genf.
Dieser Weltverband vertritt die Interessen von rund 25 Millionen Metallarbeitern und -arbeiterinnen. In diesem Verband sind über 200 Gewerkschaften in 100 Ländern organisiert. Hervorzuheben ist seine jahrelange gewerkschaftliche Solidaritätsarbeit für Südafrika und die Bekämpfung des Apartheid-Staates. Die Zusage von Otto Brenner ihn zum Generalsekretär zu wählen, wurde von seinem Nachfolge Eugen Loderer nicht eingehalten.
Seine Autobiografie von 2005 Mein Tor zur Welt gibt Einblicke in die Entwicklung der Gewerkschaftsbewegung in Deutschland und seine persönlichen Erfahrungen. In einem Vorwort bezeichnet sie Oskar Negt als außergewöhnlich und spektakulär, weil sie über das persönlichen Innenleben eines Funktionärs Auskunft gibt. Auch Knud Andresen hält sie für bedeutend, weil nur wenige Informationen über interne Vorgänge der Gewerkschaften veröffentlicht werden.
Er war verheiratet mit Elisabeth Thönnessen und hatte zwei Kinder. Nach Jahren in Genf lebte er nach 1989 (Ruhestand) in Cuvat in Frankreich. Auch danach hat er an gewerkschaftlichen Veranstaltungen teilgenommen und sich als Autor an gewerkschaftlichen Diskussionen beteiligt.

## Veröffentlichungen

### Bücher
- Mein Tor zur Welt – Ein Lebensweg als Gewerkschafter und Intellektueller, VSA: Verlag, Hamburg 2005, ISBN 3-89965-125-1
- Frauenemanzipation : Politik u. Literatur d. Dt. Sozialdemokratie zur Frauenbewegung 1863–1933, Europäische Verlagsanstalt, Frankfurt am Main 1976,  ISBN 978-3-434-00107-2
- The Emancipation of women : The rise and decline of the Women's Movement in German Social Democracy 1863–1933, Pluto Press, London 1973
- Die Frauenemanzipation in Politik und Literatur der deutschen Sozialdemokratie 1863–1933, Gelnhausen 1958, Hochschulschrift

### Aufsätze
- Rückblicke, um die Zukunft zu erkennen. Ein Beitrag zur gewerkschaftlichen Zukunftsdebatte, Zeitschrift Sozialismus Heft 10/2001
- Äußerst selektive Wahrnehmung, Zeitschrift Sozialismus Heft 3/2002
- Erinnerungen an Erich Kuby, Zeitschrift Sozialismus Heft 11/2005